# Batkid Begins
Batkid Begins è un documentario del 2015 diretto da Dana Nachman e co-scritto con Kurt Kuenne. Il documentario racconta la storia di Miles Scott, bambino americano sopravvissuto al cancro. Il suo desiderio era quello di essere " Batkid", un sostituto del supereroe Batman. Una volta che è stata resa nota la sua richiesta, migliaia di volontari, funzionari, imprese e sostenitori si sono riuniti per trasformare il 15 novembre 2013 San Francisco nella fittizia Gotham City. Il documentario è stato distribuito dalla Warner Bros. Pictures il 26 giugno 2015.

## Distribuzione
Il film è stato premiato allo Slamdance Film Festival il 24 gennaio 2015. Il 12 marzo 2015, la Warner Bros. ha acquisito il film e lo ha distribuito nei cinema il 26 giugno 2015.

## Accoglienza
Batkid Begins ha ricevuto recensioni positive dai critici. Su Rotten Tomatoes, il film ha una valutazione dell'81%, basata su 58 recensioni, con una valutazione di 7.1/10.  Su Metacritic, il film ha un punteggio di 63 su 100, basato su 14 recensioni indicate come "generalmente favorevoli".